# Środkowy palec (gest)

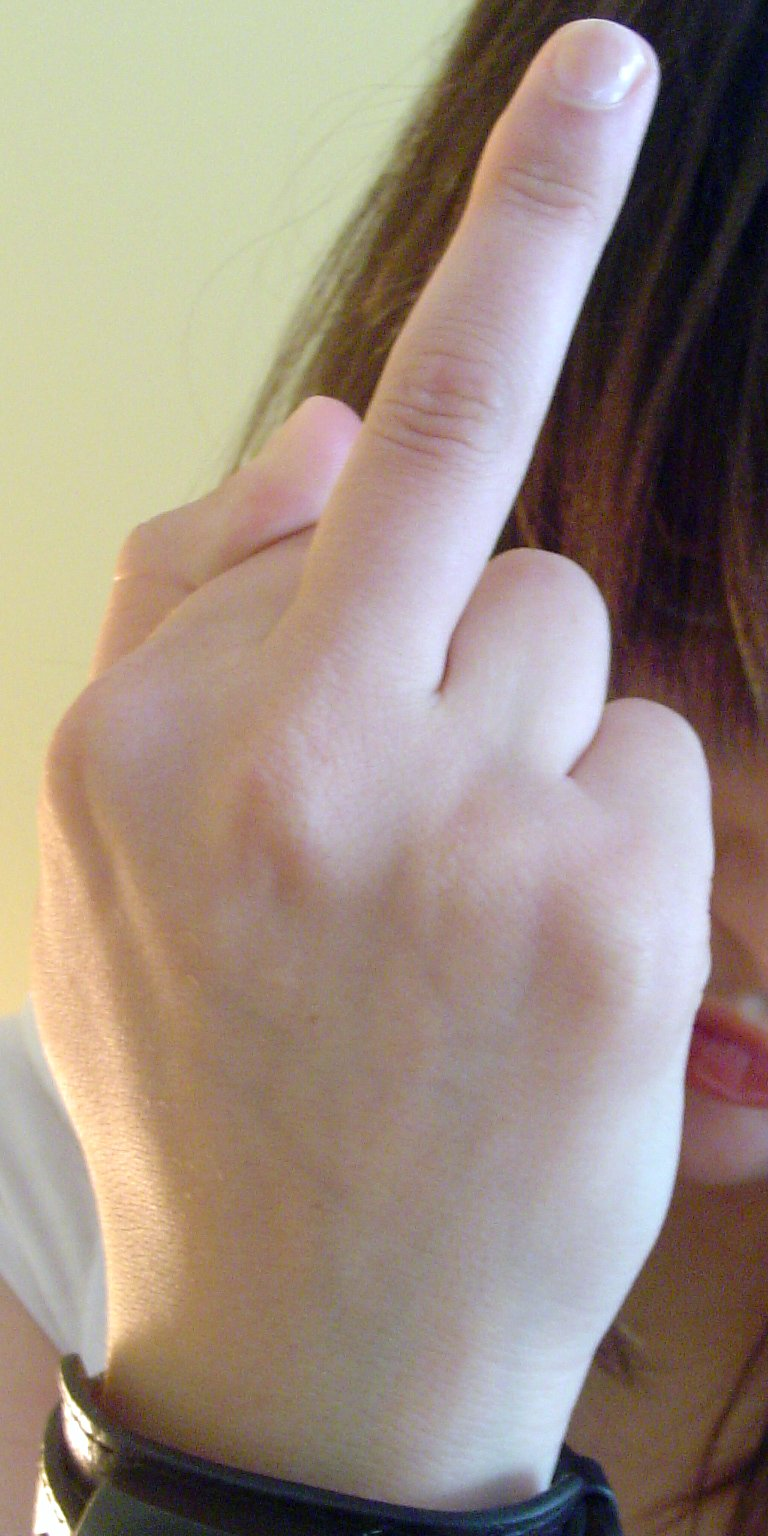
Środkowy palec

Środkowy palec – gest powszechnie uznawany za obraźliwy w krajach zachodnich. Wykonanie gestu polega na wskazaniu drugiej osobie palca środkowego dłoni, wyprostowanego w pozycji pionowej, przy równoczesnym zwinięciu pozostałych palców w pięść.

## Opis
Jest jednym z najbardziej znanych sposobów na wyrażenie zniewagi i chęci ubliżenia drugiej osobie. Pod nazwą digitus impudicus (palec bezwstydny, bezczelny) znany był już w starożytnym Rzymie, a odniesienia do jego użycia można odnaleźć nawet w starożytnych tekstach. Jednym z najbardziej popularnych źródeł są Chmury Arystofanesa, w których znajduje się zarówno opis, jak i znaczenie gestu.
Jednym z przypadków publicznego użycia gestu środkowego palca była, zarejestrowana przez kamery, próba sprzętu poprzedzająca wywiad z prezydentem Stanów Zjednoczonych George’em W. Bushem juniorem.
W Polsce gest środkowego palca pokazał podczas 23. posiedzenia Sejmu VIII kadencji poseł Prawa i Sprawiedliwości Piotr Pyzik. Został on za to upomniany przez Komisję Etyki Poselskiej, która uznała to za naruszenie zasady dbałości o dobre imię Sejmu. Podobny gest miała wykonać posłanka z tego samego ugrupowania Joanna Lichocka na 5. posiedzeniu Sejmu IX kadencji. Twierdziła ona jednak, iż opublikowane w mediach zdjęcia z tego zdarzenia są manipulacją, przedstawiającą pojedyncze klatki z dłuższego nagrania na którym przecierała oko, a ułożenie ręki w danej sekundzie było przypadkowe.